# Всеобщая забастовка
Всеобщая забастовка — это забастовка всей рабочей силы в стране или регионе. К концу 19 века растущее международное рабочее движение выступало за всеобщую забастовку для достижения экономических или политических целей. В начале 1886 года североамериканское рабочее движение призвало к первомайской всеобщей забастовке, чтобы ввести восьмичасовой рабочий день. Забастовка была жестоко подавлена. Второй Интернационал, основанный в Париже в 1889 году, почтил память жертв Хеймаркетского бунта того времени, провозгласив 1 мая «днем борьбы рабочего движения». 1 мая 1890 года этот «День протеста и памяти» впервые был отмечен массовыми забастовками и массовыми демонстрациями по всему миру.

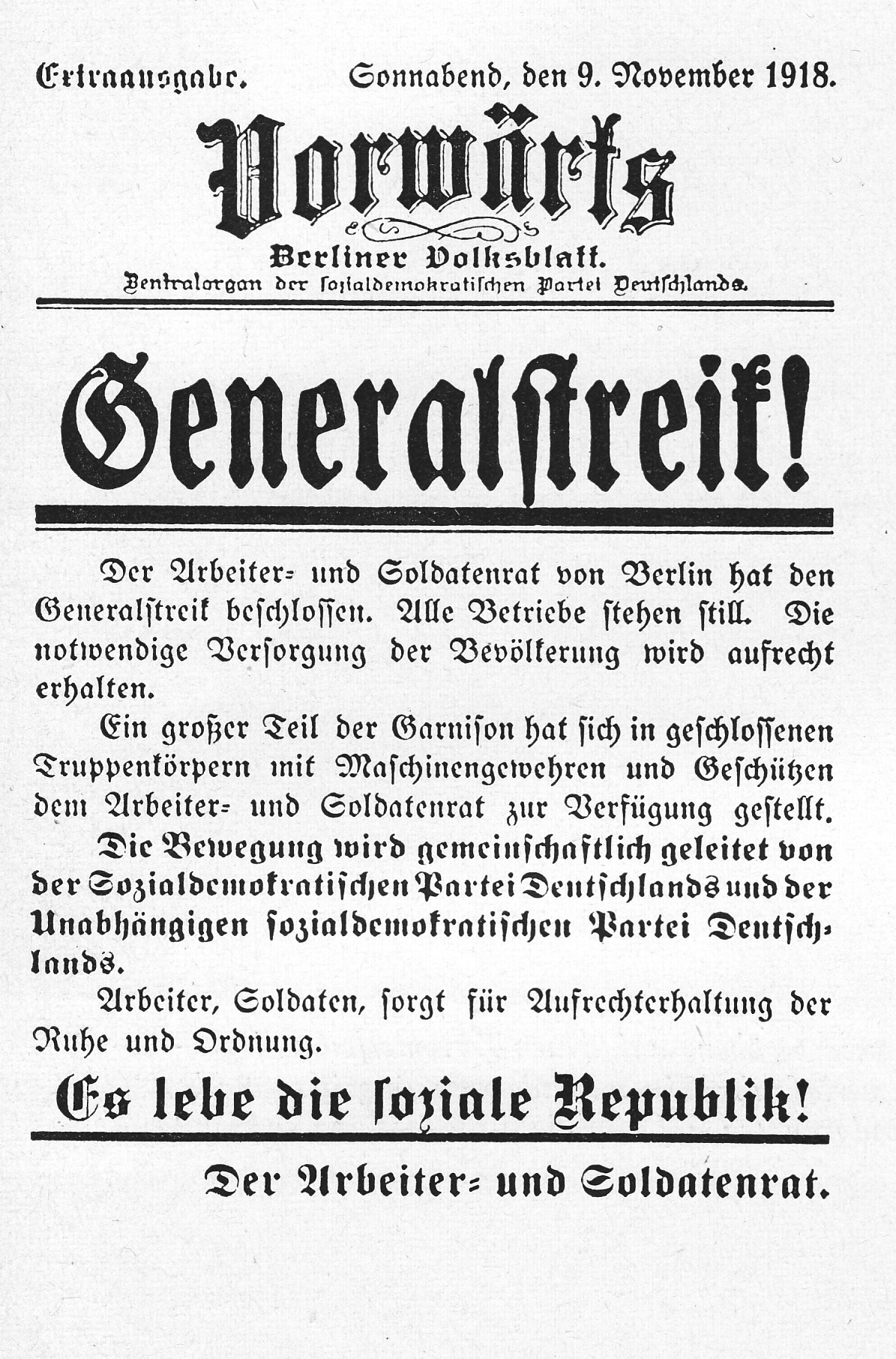
Дополнительный выпуск «Vorwärts» от 9 ноября 1918 г.

## Подробнее
Всеобщие забастовки чрезвычайно эффективны, поскольку они сильно нарушают повседневную жизнь. Различные сферы общественной жизни (дорожный транспорт, почта, снабжение и утилизация) замирают. В большинстве случаев тем, кто хочет работать, можно помешать прекратить забастовку благодаря профсоюзной организации. Если всеобщая забастовка организована профсоюзами, это предполагает высокий организационный уровень профсоюзов.
Серьёзная экономическая несправедливость или социальные волнения часто являются поводом для всеобщей забастовки.
Помимо экономических причин, у всеобщей забастовки могут быть и политические причины, как, например, в марте 1920 года с путчем Каппа в Веймарской республике, где всеобщая забастовка в конечном итоге помогла подавить военный путч.
Многочисленные социал-демократические, социалистические и другие левые движения стремились провести в стране «мягкую революцию» путём организованного паралича. С ликвидацией в результате государства и администрации рабочие смогут реорганизовать общество по новым принципам. Эту философию поддерживали промышленные рабочие анархо-синдикалистских союзов, особенно в начале 20 века.
Перед Первой мировой войной внутри социал-демократии и связанных с ней свободных профсоюзов велись широкие дебаты о смысле и цели всеобщей забастовки, которые стали известны как дебаты о массовой забастовке.

## Примеры

### Беларусь 2020
Во время протестов 2020 года в Беларуси была объявлена всеобщая забастовка до свержения режима. Однако в забастовке приняло участие всего около 10 000 рабочих.

### Германия

#### Правовая ситуация в Федеративной Республике Германии
В Германии, в отличие от европейских стран, таких как Франция или Италия, политические забастовки юридически не подпадают под действие права на забастовку. Это может привести к искам о возмещении ущерба экономике против вызывающих профсоюзов.
Соответствующие судебные решения основаны на заключении экспертов от 1952 года и привели к постановлению Федерального суда по трудовым спорам в 1955 году, оба раза в которых Ганс Карл Ниппердей, способствовавший адаптации трудового права к идеологии национал-социализма в Третьем рейхе, играл центральную роль. Однако право на забастовку получило дальнейшее толкование в контексте нескольких международных соглашений, заключённых с тех пор, а также в контексте прецедентного права ЕСПЧ. Однако за неимением оснований немецкие суды ещё не рассматривали его дальше.
Исключение можно найти только в статье 20 Основного закона: «Все немцы имеют право оказывать сопротивление всякому, кто попытается устранить этот строй, если иные средства не могут быть использованы».

#### Рурская область и Веймарская республика 1905—1921 гг.
Немецкие профсоюзы назвали забастовку горняков Рура в январе 1905 года «всеобщей забастовкой» из-за её масштабов и значительного влияния на производство товаров по всей стране.
9 ноября 1918 года в Берлине объявлена всеобщая забастовка. Кайзер отрёкся от престола в тот же день. Социал-демократ Филипп Шейдеман кричал перед Рейхстагом:

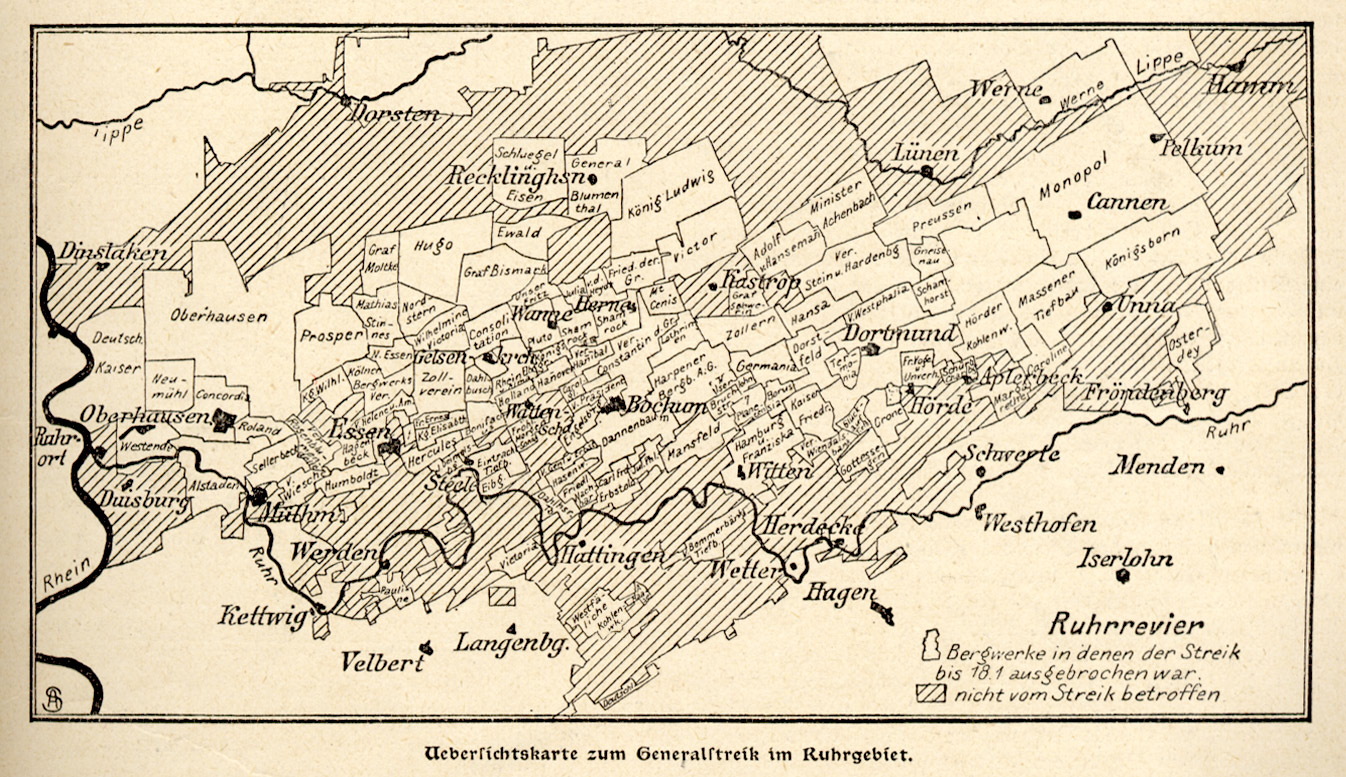
Карта всеобщей забастовки горняков в Рурской области в 1905 г. (Die Woche, 3/1905)

«Рабочие и солдаты! Помните об историческом значении этого дня. (…) Не должно происходить ничего, что позорило бы рабочее движение! Будьте едины, верны и послушны! (…) Да здравствует Германская республика!»
В начале Веймарской республики с февраля по апрель 1919 года прошли региональные всеобщие забастовки во многих немецких городах, особенно в Рурской области, в центральной Германии вокруг Галле и Мерзебурга, в Верхней Силезии и в Берлине. Только в столице около миллиона рабочих бастовали, требуя признания советов в новой конституции и дальнейших мер, таких как социализация экономики и военная реформа.
В связи с Версальскими договорами в марте 1920 года произошёл военный путч, спровоцированный национал-консерваторами и прежде всего частями офицерского корпуса рейхсвера. В ответ Карл Легин, председатель Всеобщей конфедерации профсоюзов Германии (ADGB), созвал всех официальных лиц, с которыми можно было связаться в Берлине, в здание профсоюза на Энгелуфер. Также присутствовала Рабочая группа ассоциаций независимых работников (AfA) во главе с её председателем Зигфридом Ауфхойзером. Профсоюзные деятели решили объявить всеобщую забастовку в ответ на капповский путч. Перебои в работе начались 15 марта 1920 года и стали крупнейшими в истории Германии. В Рурском восстании участвовало более 12 млн человек. Крупнейшей всеобщей забастовкой в истории Германии ADGB, AfA-Bund, христианские профсоюзы и союз государственных служащих покончили с попыткой правого государственного переворота в течение пяти дней.
В рамках центральногерманского восстания в марте 1921 года левые силы призвали к всеобщей забастовке (КПГ и УСПГ). За призывом последовали, по крайней мере, в Лужице, в некоторых частях Рурской области и Тюрингии, а также в Гамбурге.

#### Германский рейх — всеобщая забастовка Мёссинген 1933 г.
Акция рабочих в промышленной деревне Мёссинген в Вюртемберге, сформированная текстильной промышленностью, известна как всеобщая забастовка Мёссингер и считается единственной в Германии попыткой помешать приходу Адольфа Гитлера к власти в первый день после его назначения на пост рейхсканцлера (30 января 1933 г.) посредством всеобщей забастовки.
В марте 1937 года власть предержащие опасались всеобщей забастовки, к которой якобы призывал Коминтерн и которая должна была состояться, если рабочие «останутся дома». Шеф гестапо Генрих Мюллер инициировал широкомасштабное расследование, которое было остановлено только в 1938 году, когда выяснилось, что они приняли слухи.

#### Бизония Германия — всеобщая забастовка 1948 года

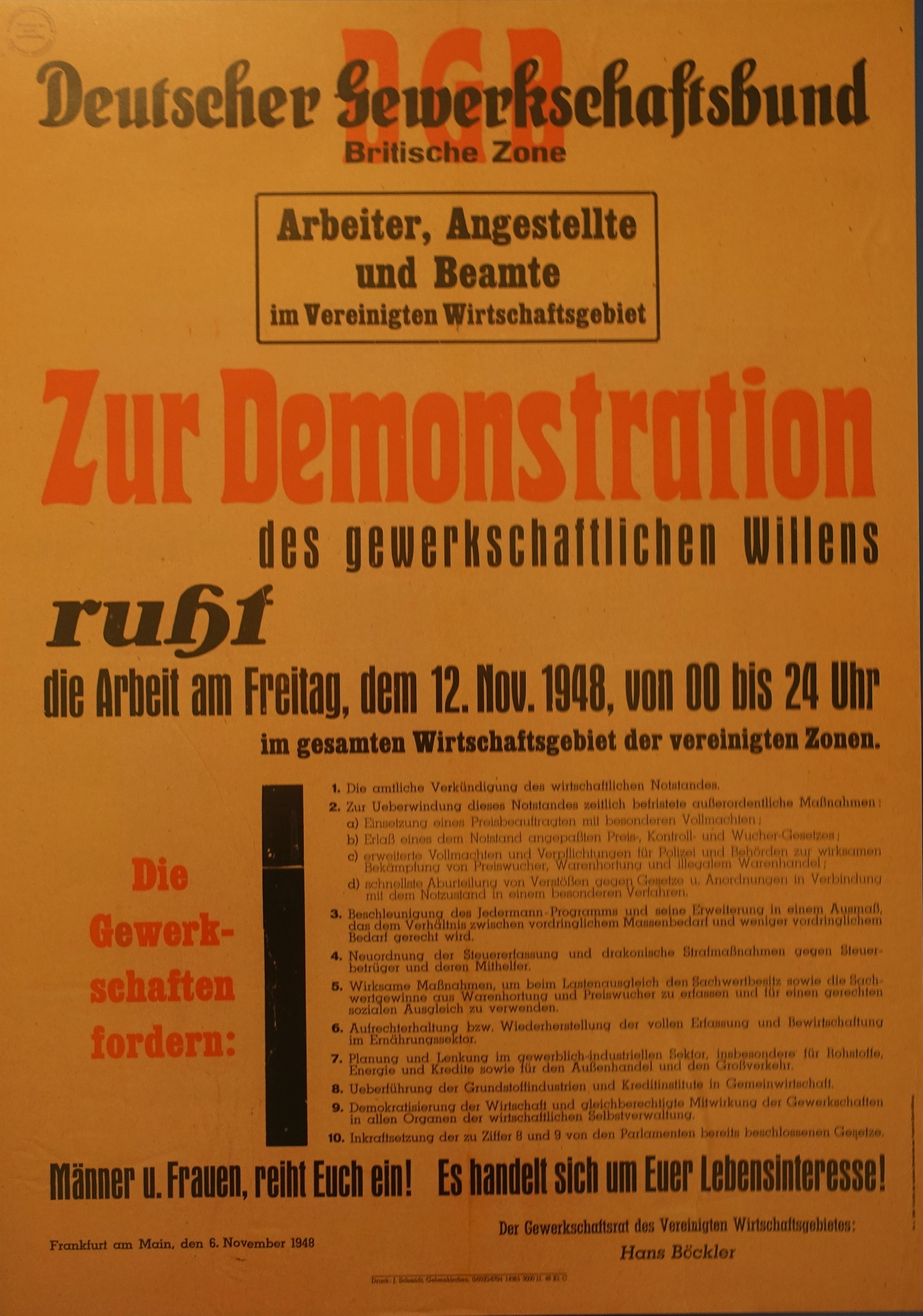
Плакат Конфедерации профсоюзов Германии (DGB) к забастовке 12 ноября 1948 г.

После Второй мировой войны, в рамках экономической и денежной реформы 20 июня 1948 года, спрос в Бизонии вырос настолько, что даже значительное расширение предложения не могло угнаться за этим развитием. Массовый рост цен, вызванный этим, достиг 200 %, а на отдельные продукты, такие как яйца, — до 2000 %. Такой рост цен привёл к резкому падению доли заработной платы, что вызвало большие волнения среди населения, и на еженедельных базарах участились бои. Таким образом, после различных призывов профсоюзов в 1948 г. во многих городах Бизонии Германия прошёл ряд крупных демонстраций. Первые планы всеобщей забастовки начались 26 октября 1948 года. В этот день федеральный совет и федеральный консультативный совет DGB пришли к соглашению в связи с ростом цен, который DGB и профсоюзы "в результате политика Экономического совета во Франкфурте считалось согласованным подходом, «несоответствие между заработной платой и ценой должно быть устранено». Поэтому были адресованы «энергичные меры» и подготовлена всеобщая забастовка. 28 октября 1948 года в Штутгарте прошли забастовки и протесты за регулирование цен, повышение заработной платы и совместное определение. За этим последовали серьёзные волнения. Поскольку полиция не могла взять ситуацию под контроль, была вызвана военная полиция США, которая применила слезоточивый газ и танки. Эти события вошли в историю как так называемые «Штутгартерские инциденты» (Штутгартский переполох). Фактическая всеобщая забастовка 12 ноября 1948 г., таким образом, имела место только при серьёзных условиях, навязанных оккупационными властями. Они хотели избежать повторения «штутгартских инцидентов». Протест сформировался против политики Людвига Эрхарда. Задокументировано до 9,25 млн выбывших участников. В то время в бизоне работало 11,7 миллиона человек. Таким образом, участие в забастовке составило около 79 %. Конрад Аденауэр, председатель ХДС, призвал Людвига Эрхарда в телеграмме вскоре после забастовки принять меры «всеми наличными средствами против необоснованного повышения цен» и «ускорить корректировку заработной платы и пособий, отстающих от уровня цен». Последствия денежной реформы, включая название всеобщей забастовки, также можно найти, хотя и в очень ослабленной формулировке, на веб-сайте Deutsche Bundesbank.
В специальной литературе, упомянутой в этой статье, исследование историка экономики Йорга Рёслера и результаты историка Уве Фурмана доказывают, что всеобщая забастовка и её предшественники, а также федерация профсоюзов, а также Эрик Нёльтинг (СДПГ) вместе как экономические противники Людвиг Эрхард и ХДС постоянно оказывали давление. Это постоянное давление привело к начальной фазе возникновения социальной рыночной экономики в Германии, и, таким образом, чистая рыночная экономика, внедрённая Людвигом Эрхардом, ХДС и СвДП, была заменена. Современный историк Даниэль Кёрфер — научный куратор постоянной экспозиции Центра Людвига Эрхарда (LEZ) в Фюрте и опубликовал на сайте LEZ в 2018 году свою статью «70 лет назад: всеобщая забастовка против Людвига Эрхарда и введение рыночной экономики». В дополнение к фотографиям всеобщей забастовки 1948 года в Фюрте и изображению плаката DGB, призывающего к забастовке, он пишет об «очень жёстком рыночном курсе» Людвига Эрхарда и вызванном им «драматическом ноябрьском кризисе 1948 года».

#### ГДР 1953
Восстание 17 июня 1953 года было движением протеста и забастовки против 10-процентного повышения норм труда в плановой экономике ГДР, начавшегося уже двумя днями ранее. Однако систематически призывать все заводы к забастовке не представлялось возможным. Тем не менее, в день всеобщей забастовки 17 июня, созванной не профсоюзными деятелями, а рабочими, прошли демонстрации и забастовки в 700 городах по всей стране, пока они не были подавлены советской оккупационной властью.
Федеральное агентство гражданского просвещения называет на своём сайте 55 задокументированных смертей и казней:
- 34 демонстранта, прохожих и зрителей были расстреляны народной полицией и советскими воинами 17 июня и в последующие дни (до 23 июня) или скончались в результате полученных им огнестрельных ранений.
- 5 человек были приговорены к смертной казни и расстреляны советскими оккупационными войсками в Германии.
- 2 смертных приговора были вынесены судами ГДР, которые также были приведены в исполнение
- 4 человека погибли в результате нечеловеческих условий содержания в тюрьмах
- 4 человека, арестованных в связи с июньским восстанием, покончили жизнь самоубийством, находясь в (предварительном) заключении, хотя по крайней мере в двух случаях нельзя исключать влияние извне.
- 1 демонстрант умер от сердечной недостаточности при штурме отделения народной полиции.
- Погибли 5 сотрудников органов безопасности ГДР: двое сотрудников народной полиции и один сотрудник МФС были застрелены неизвестными при защите тюрьмы, сотрудник охраны роты был убит разъярённой толпой и ещё один сотрудник народной полиции был случайно застрелен советскими солдатами

Федеральное агентство гражданского просвещения сообщает о ещё 25 предполагаемых или необъяснимых смертях, при этом доказано, что 7 из этих людей не погибли в связи с народным восстанием. В остальных 18 случаях доказательства неясны.

### Франция и французские заморские департаменты

#### Франция 1968
Крупнейшей всеобщей забастовкой в современной европейской истории — первой в истории стихийной всеобщей забастовкой — были беспорядки в мае 1968 года во Франции.

#### Франция 2006
28 марта 2006 г. во Франции прошла всеобщая забастовка против реформ рынка труда премьер-министра Доминика де Вильпена, направленных на смягчение или отмену contrat première embauche («первый трудовой договор») для молодых людей в возрасте до 26 лет. Защита от увольнения должна быть снята в течение первых двух лет работы. По мнению правительства, это должно помочь снизить безработицу среди молодёжи. Бастующие опасались противоположных результатов, поскольку увольнения возможны без предупреждения и без объяснения причин. В забастовке приняли участие представители многих социальных классов, в том числе многие студенты, поскольку, например, выпускники университетов также пострадали бы от ослабления защиты занятости.

#### Франция 2019
5 декабря 2019 года началась всеобщая забастовка против запланированной правительством Франции пенсионной реформы. Общественный транспорт был сильно ограничен. Ожидается, что забастовка продолжится в период праздников.

#### Заморские департаменты Франции, 2009 г.
В 2009 году во французских заморских департаментах Гваделупа, Мартиника и Реюньон прошли недельные всеобщие забастовки, которые сопровождались серьёзными волнениями.

### Индия 2019
8 и 9 января 2019 года в Индии прошла крупнейшая всеобщая забастовка в истории человечества. По оценкам, в этой забастовке, организованной десятью федерациями профсоюзов, приняли участие 200 миллионов человек. Демонстранты протестовали против нового закона о труде и забастовках правительства Моди, который призван значительно усложнить права профсоюзов и ослабить всеобщие забастовки, за повышение заработной платы и против невыполненного обещания правительства ввести национальную минимальную заработную плату.

### Люксембург 1942
31 августа 1942 года в Люксембурге прошла так называемая всеобщая забастовка против немецких оккупационных войск. Причиной этого стал принудительный призыв молодых люксембуржцев в Вермахт.
30 августа 1942 года глава гражданской администрации Люксембурга Густав Симон объявил об обязательной воинской повинности для пяти люксембургских когорт. Затем вспыхнула волна протестов, которые принимали различные формы (отказ от гитлеровского приветствия, выход из движения Фольксдойче). В последующие дни в некоторых районах Люксембурга вспыхнула забастовка. По сей день остаётся спорным вопрос о том, была ли забастовка организована движением сопротивления или это были спонтанные действия населения.
Был приведён пример жестокого разгона. 21 забастовщик, некоторые из которых были выбраны наугад, были арестованы, предстали перед военным трибуналом и на следующий день расстреляны возле спецлагеря СС в Хинцерте.

### Нидерланды 1941
Демонстрации 25 февраля 1941 года и на следующий день в Амстердаме переросли во всеобщую забастовку и вошли в историю Нидерландов как «февральская забастовка». Немецкий военачальник объявил чрезвычайное положение в Северной Голландии. Было применено огнестрельное оружие, 40 человек получили ранения и девять человек погибли. Вечером 26 февраля всеобщая забастовка закончилась бурно.

### Португалия 2011
В Португалии в 2011 году федерация государственных профсоюзов объявила всеобщую забастовку, чтобы предотвратить меры жесткой экономии.

### Сербия 2025
24 января 2025 года в Сербии состоялась попытка всеобщей забастовки, как продолжение протестного движения 2024 года. Основной организующей силы выступили протестующие студенты, а так же многочисленные профсоюзы, коммерческие и бюджетные организации и жители страны.  

### Швейцария 1918
Национальная забастовка — всеобщая забастовка, проходившая в Швейцарии с 11 по 14 ноября 1918 года. В нём приняли участие около 250 000 рабочих и профсоюзных деятелей. Государственная забастовка была признана судами несовместимой с основным правом на свободу собраний и нарушением общественного порядка, что привело к тюремному заключению руководителей забастовки.